# Cestida
Cestida é uma ordem de Ctenophora tentaculados que inclui uma única família, a família Cestidae, com dois géneros: Cestum e Velamen, cada um contendo uma espécie. As espécies desta família apresentam o corpo muito estendido no plano perpendicular ao que contém os tentáculos, em forma de cinto e com numerosos tentáculos secundários.

## Taxonomia
São conhecidos os seguintes géneros e espécies:
- Género Cestum
  - Cestum veneris ("cinturão-de-vénus")[3]
- Género Velamen
  - Velamen parallelum